# Rücken an Rücken
Rücken an Rücken ist eine gemeinsame EP der Rapper Fiva und Mnemonic. 

## Entstehung
Die Rapperin Fiva beschloss nach ihrem Debütalbum Spiegelschrift, das sie 2002 unter Buback veröffentlichte, eine eigene Plattenfirma mit dem Namen „Kopfhörer Recordings“ zu gründen. Als erste Veröffentlichung entstand Ende 2005 die EP Rücken an Rücken, die sie zusammen mit dem Mannheimer Rapper Mnemonic aufnahm und der bei Kopfhörer ebenfalls unter Vertrag steht. Als Produzent fungierte Radrum, mit dem Fiva unter dem Namen Fiva & Radrum bereits ihr Debütalbum aufnahm und Ende 2006 das Album Kopfhörer aufnahm.

## Texte und Stil
Die Refrains tragen die beiden Rapper oft unisono gemeinsam vor.
In den Texten der EP betonen Fiva und Mnemonic oft ihren Zusammenhalt, so in den Stücken Zwei Herzen und Rücken an Rücken.